# Antonio Stoppani

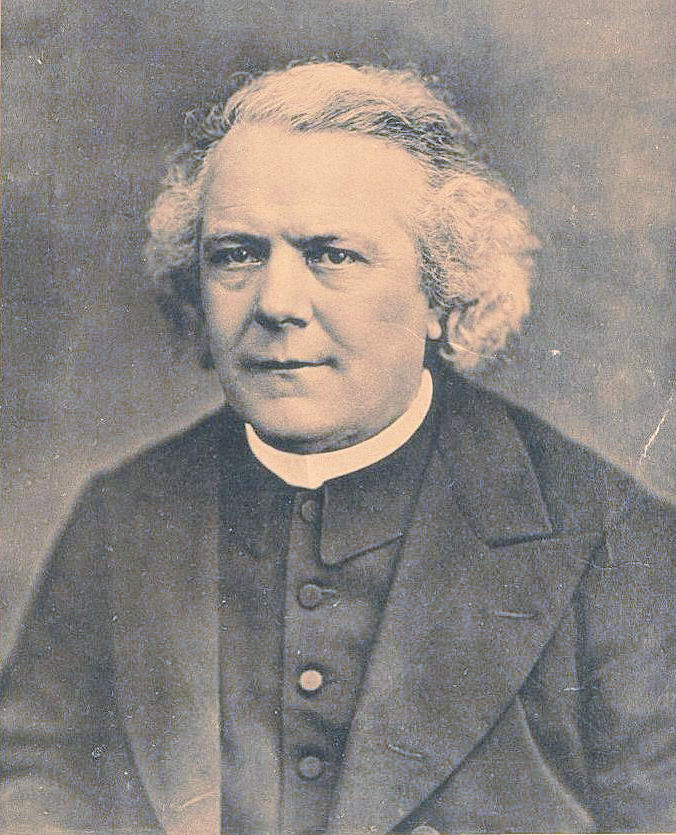
Antonio Stoppani

Antonio Stoppani (1824–1891) was een Italiaanse geoloog en paleontoloog en de oudoom van Maria Montessori.
Antonio Stoppani was een Italiaans-katholieke priester, patriot, geoloog en paleontoloog. Hij bestudeerde de geologie van de Italiaanse regio en schreef een populaire verhandeling, Il Bel Paese, over geologie en natuurlijke geschiedenis.